# Raoul Brandon
Pour les articles homonymes, voir Brandon.
Raoul Jacques Brandon est un architecte et homme politique français né le 24 mars 1878 à Lucé (Eure-et-Loir) et décédé le 4 décembre 1941 à Assay (Indre-et-Loire).

## Biographie
Issu d'une famille modeste - son père est cloutier - de huit enfants, il se révèle un étudiant brillant. Une bourse lui est attribuée par sa ville natale, qui lui permet d'effectuer des études d'architecture. Il remporte alors de très nombreux prix et concours et devient professeur à l'École nationale supérieure des beaux-arts.
Après avoir créé sa propre agence d'architecture, il s'investit dans les associations professionnelles, devenant membre du Conseil supérieur des beaux-arts et en prenant la présidence de la Société libre des artistes français.

### Architecte

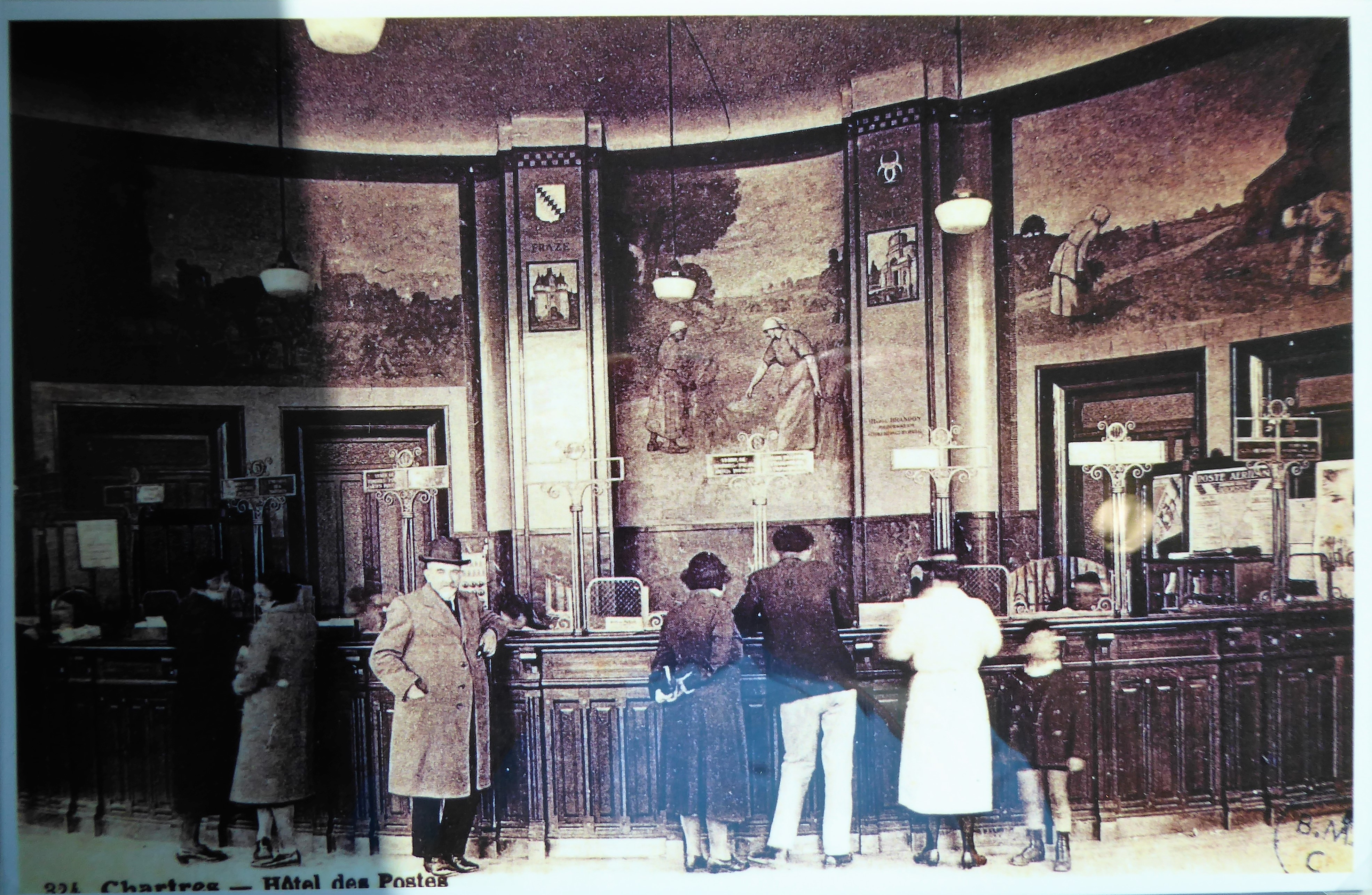
Raoul Brandon devant les guichets de l'hôtel des Postes de Chartres.

Avant son admission à l'École nationale supérieure des Beaux-Arts, Raoul Brandon est élève de l'École nationale supérieure des arts décoratifs de 1896 à 1898. En parallèle de ses études, il travaille pour Émile Vaillant, architecte du département d'Eure-et-Loir. 
Il poursuit ses études aux Beaux-Arts de Paris de 1898 à 1904 après son admission le 9 novembre 1898.
Élève de Louis Henri Georges Scellier de Gisors et de Alphonse Defrasse, il expose au Salon des artistes français dès 1903 et y obtient en 1905 une médaille de 3e classe puis en 1911, une médaille de 1re classe.
Comme architecte, on lui doit de nombreuses et remarquables réalisations, parmi lesquelles on peut citer l'hôtel des Postes de Chartres, le grand magasin Palais Omar Effendi au Caire, un ensemble d'habitations à bon marché à Bagnolet, des immeubles de rapport aux 172 avenue du Maine, 1 et 2 rue Huysmans, 199-201 rue de Charenton à Paris, ainsi qu'un certain nombre de monuments funéraires au cimetière du Père-Lachaise.

### Homme politique
Après la Première Guerre mondiale, il se lance en politique. De convictions socialistes réformistes, il milite au Parti républicain-socialiste et devient conseiller municipal de Paris et conseiller général de la Seine en 1925, élu dans le quartier de la Sorbonne.
En 1928, il se présente aux élections législatives au siège laissé vacant par Paul Painlevé, autre républicain-socialiste, parti se faire élire dans l'Ain. Il est élu, puis réélu en 1932 et 1936, cette dernière fois sous les couleurs de l'Union socialiste républicaine.
Lors de la campagne pour les élections de 1928, il fait face à la colère d'étudiants du Quartier latin. En effet, il avait fait supprimer des toilettes publiques, sales et de mauvaise fréquentation. Ces étudiants décident donc de présenter face à lui la candidature d'un personnage simplet, Paul Brandon, dit Paul Duconnaud, qu'ils présentèrent comme « ingénieur-pépiniériste » face à Raoul Brandon, « architecte-paysagiste » de profession. Il échoue au premier tour, n'emportant que quelques voix. Les étudiants le font alors se désister au profit du député sortant, affichant ensuite dans le quartier : « Voter Brandon, c'est encore voter Duconnaud ! ».
Au Parlement, il mène une activité intense dans tous les débats relatifs au logement et aux bâtiments publics. Il se fait l'inlassable avocat de la construction d'habitations à bon marché.
Le 10 juillet 1940, il vote en faveur de la remise des pleins pouvoirs au maréchal Pétain et meurt pendant l'occupation allemande le 4 décembre 1941 à Assay à l'âge de 63 ans. Ses obsèques sont célébrées en l'église Saint-Aignan de Chartres le 9 décembre 1941. L'inhumation a lieu dans la sépulture familiale du cimetière Saint-Chéron de Chartres.

## Principales réalisations architecturales

### Par ordre chronologique
- Monument à Charles-Pierre Colardeau, Janville, 1902-1904  Inscrit MH (2025)[5],[6],[7] ;
- Immeuble, 5, rue Elisa-Lemonnier, Paris, 1907 ;
- Villa Hug, Le Caire, Egypte, 1907-1908 ;
- Grand magasin Orosdi-Back ou Palais Omar Effendi, Le Caire, 1907-1909[8] ;
- Immeuble, 199, rue de Charenton, Paris, 1911 ;
- Immeubles, 1, rue Huysmans, Paris, 1913-1919, lauréat du Concours de façades de la Ville de Paris ; 2, rue  Huysmans ;
- École normale primaire d'Eure-et-Loir, Chartres, 1922-1930  Labélisé ACR (2016)[9] ;
- Hôtel des Postes, Chartres, 1923-1928,  Inscrit MH (1994)[10] ;
- Église Saint-Martin de Nieppe, 1926-1929, avec son frère Daniel (1884-1942) ;

### Autres
- Caisse d'épargne de Chartres, 13 boulevard Chasles[11] ;
- Tombe de Paul Virot, cimetière du Père-Lachaise, Paris ;
- Immeuble, 172 avenue du Maine, Paris ;
- Habitation à bon marché, immeuble, 159, avenue d'Italie, Paris ;
- "La dame voilée", statue ornant la sépulture familiale dans le cimetière Saint-Cheron de Chartres.

Réalisations de Raoul Brandon
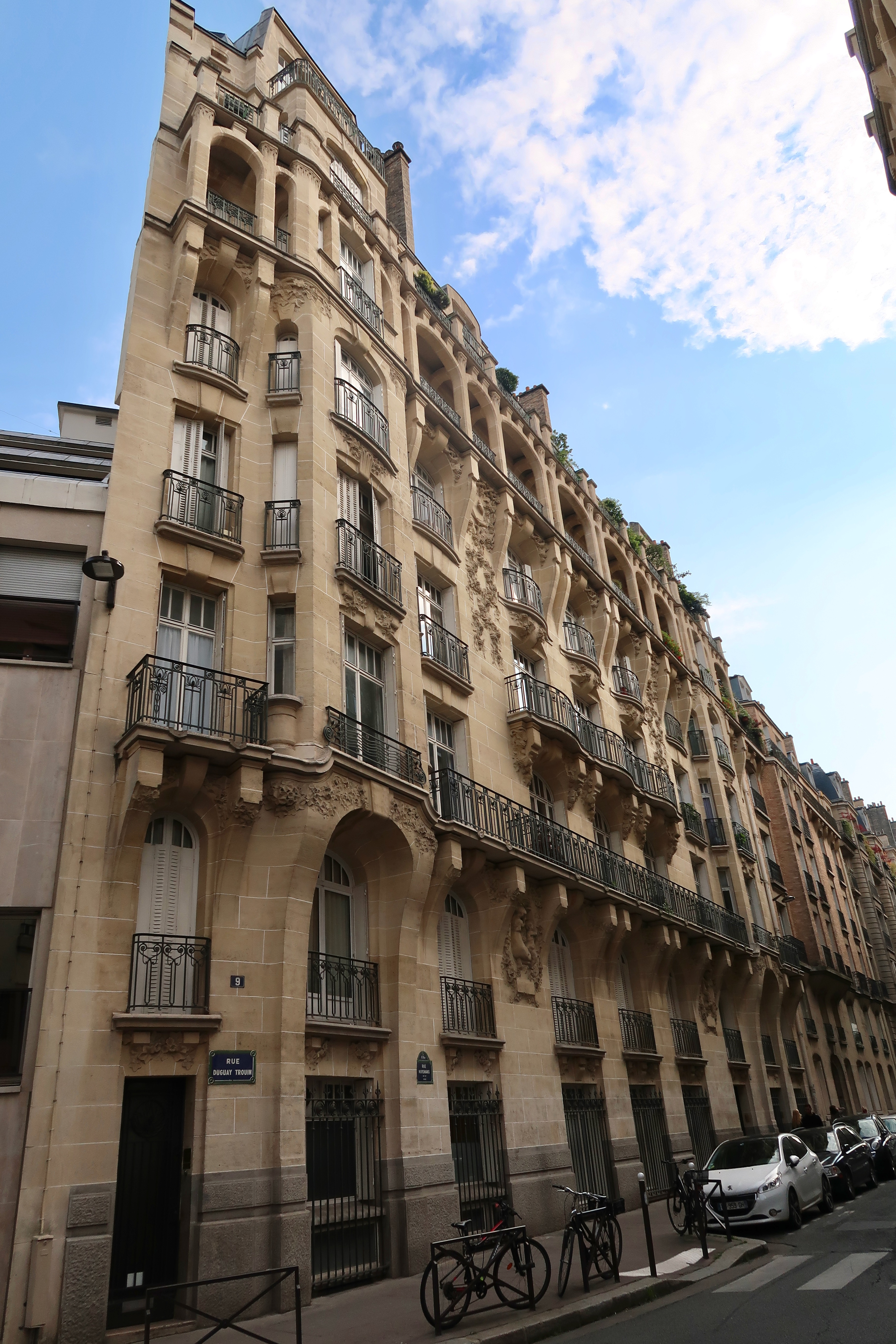
Immeuble 1 rue Huysmans, Paris, 1919.
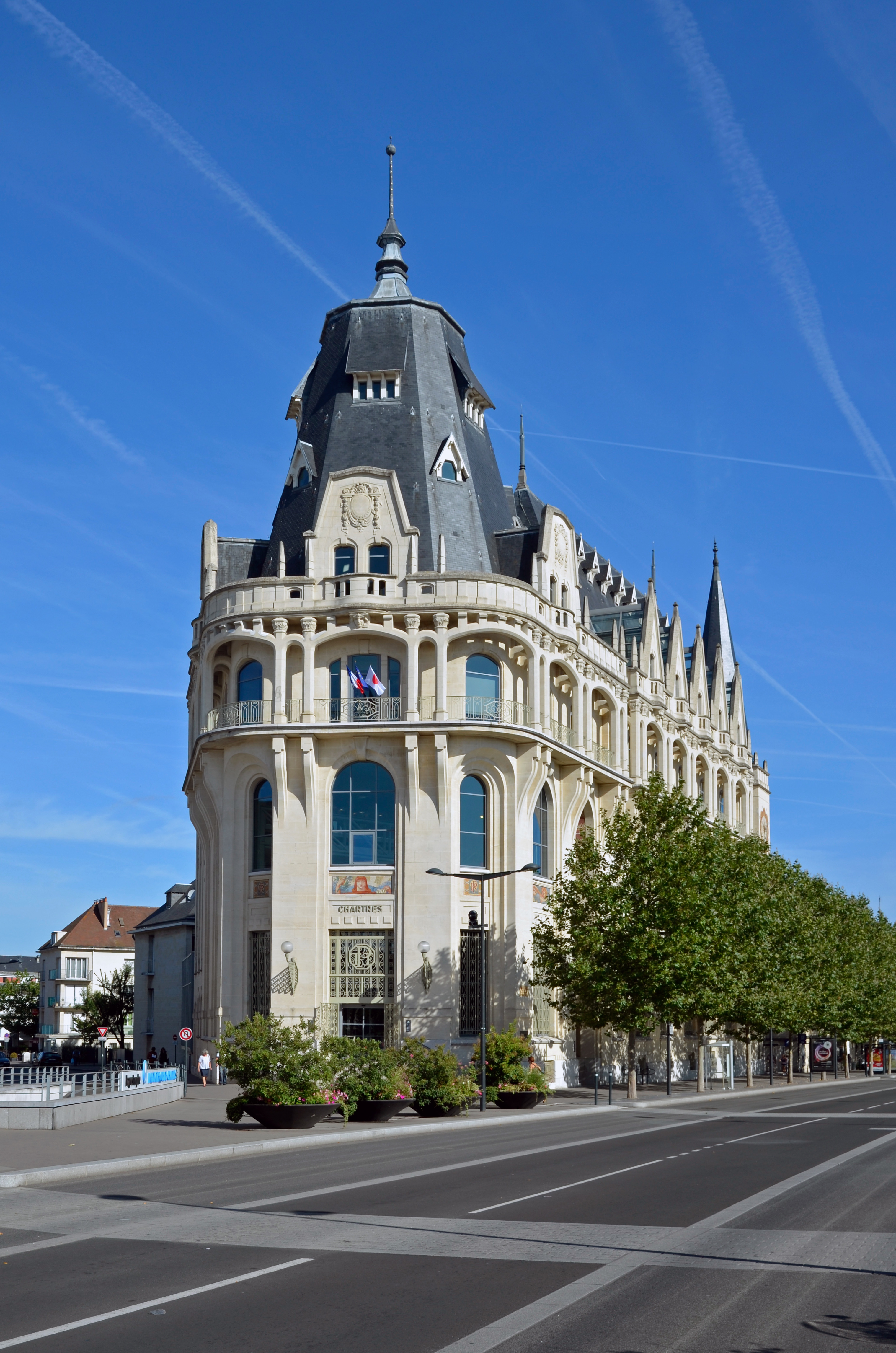
Ancien hôtel des Postes de Chartres, 1923-1928.
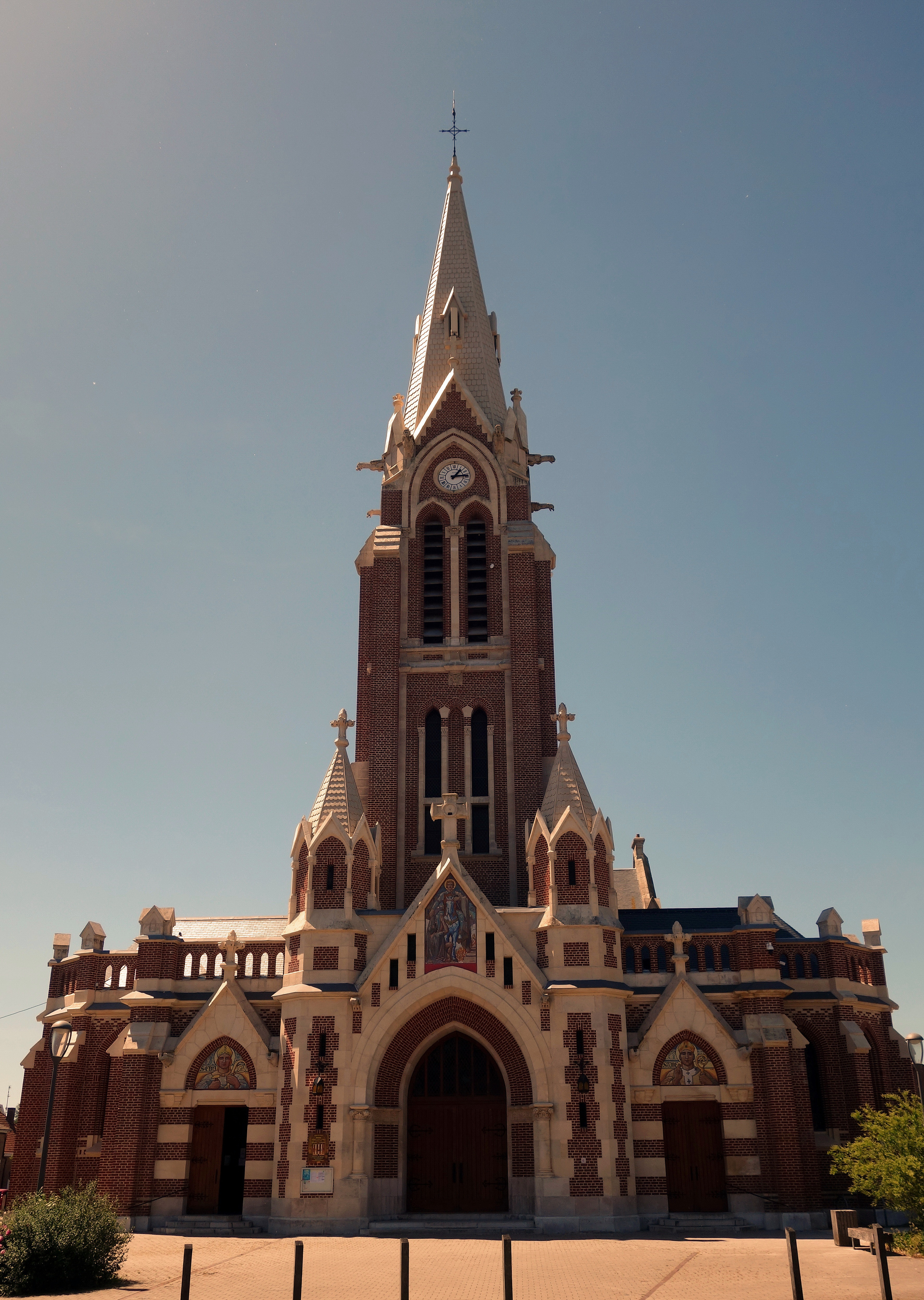
Église Saint-Martin de Nieppe, 1929, avec son frère Daniel.
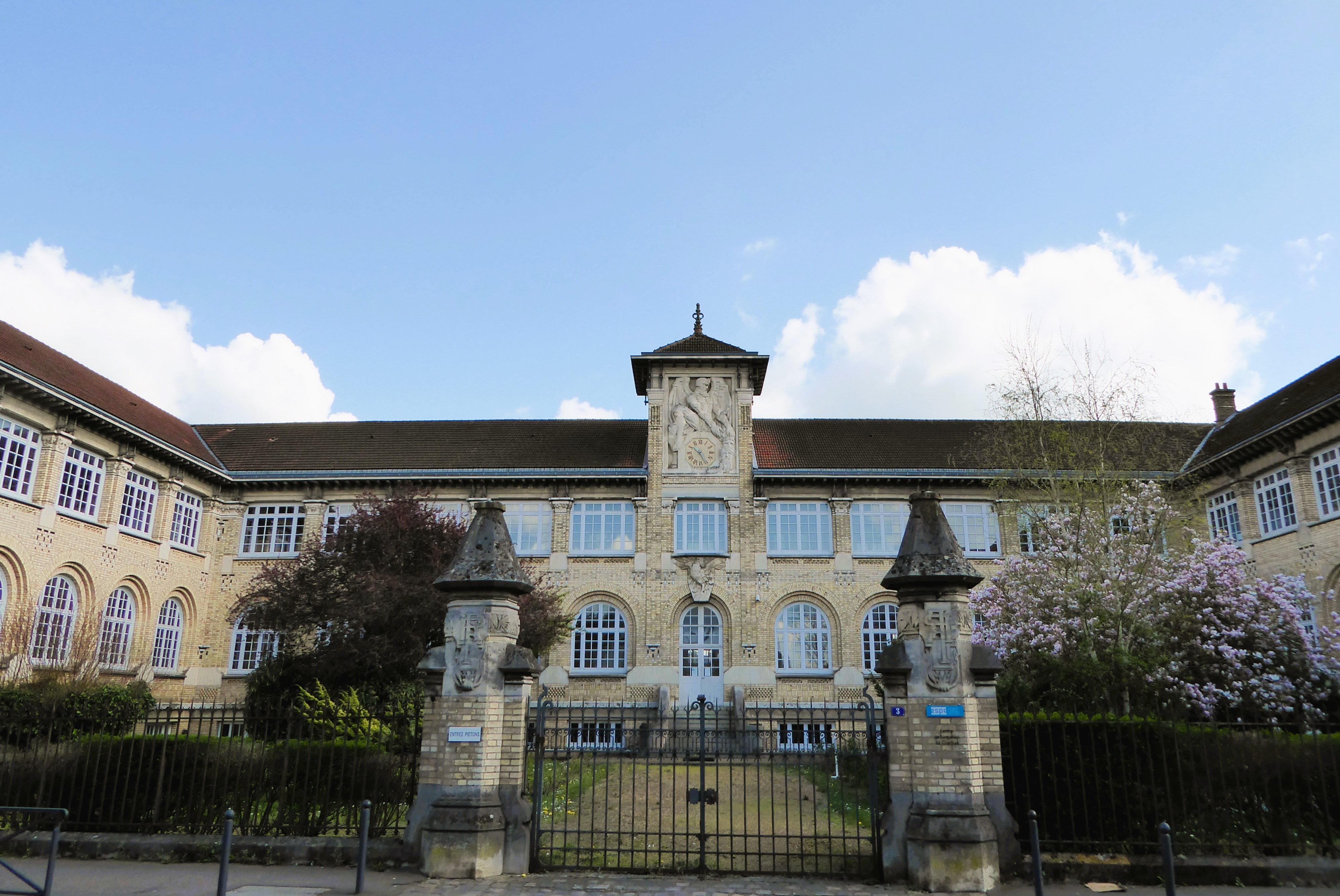
École normale primaire d'Eure-et-Loir, Chartres, 1930.
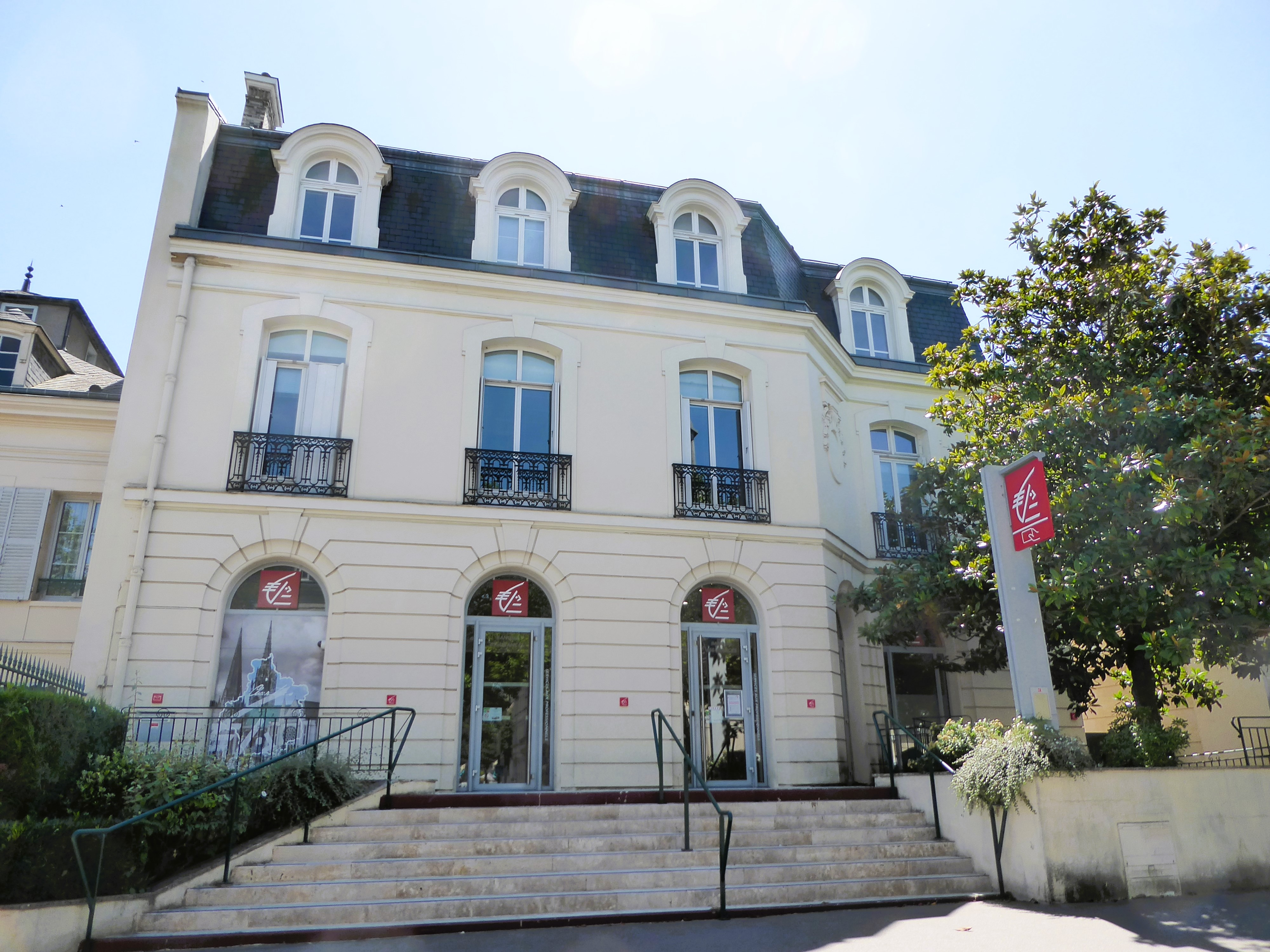
La Caisse d'épargne de Chartres, 13 boulevard Chasles.
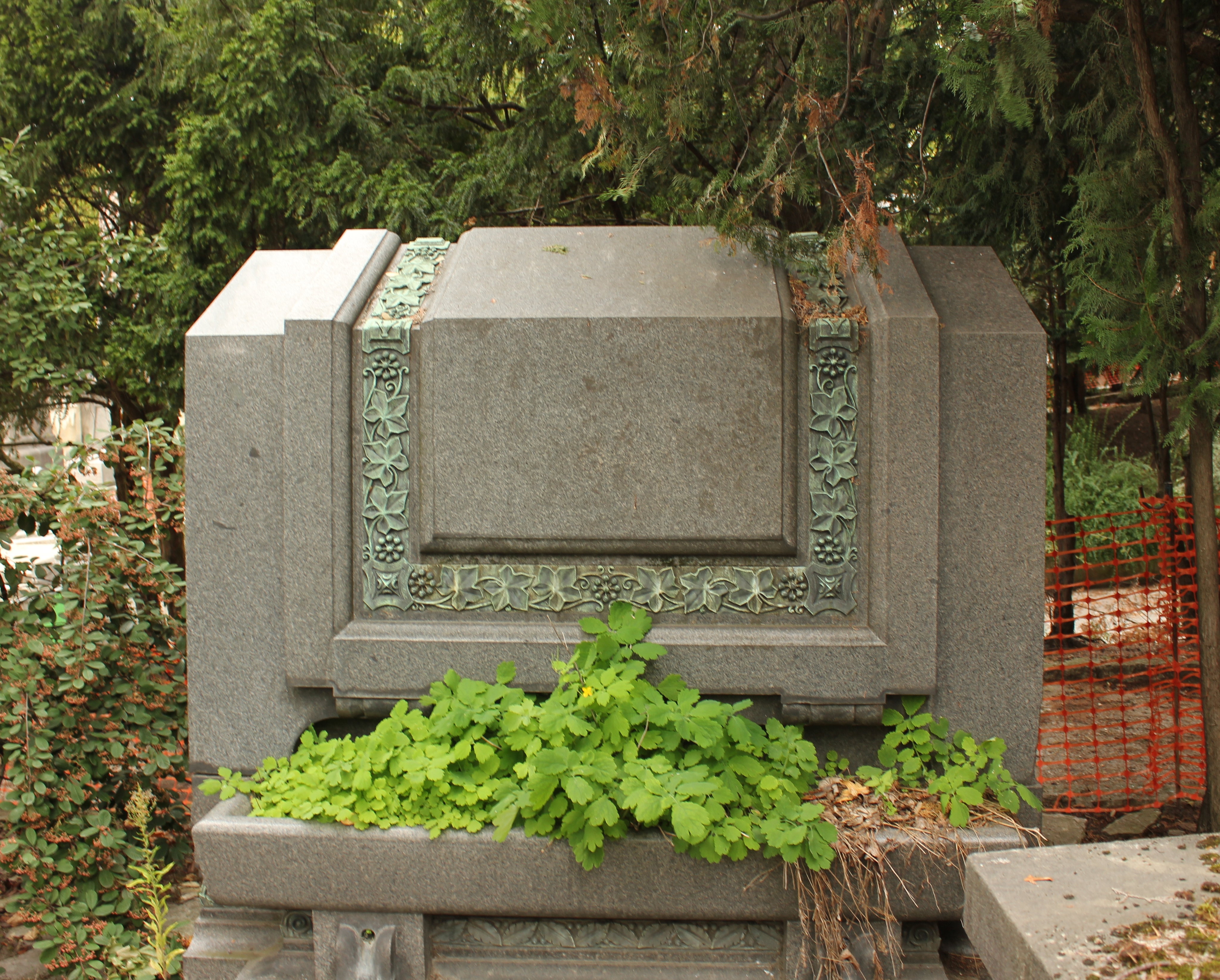
Tombe de Paul Virot au cimetière du Père-Lachaise.
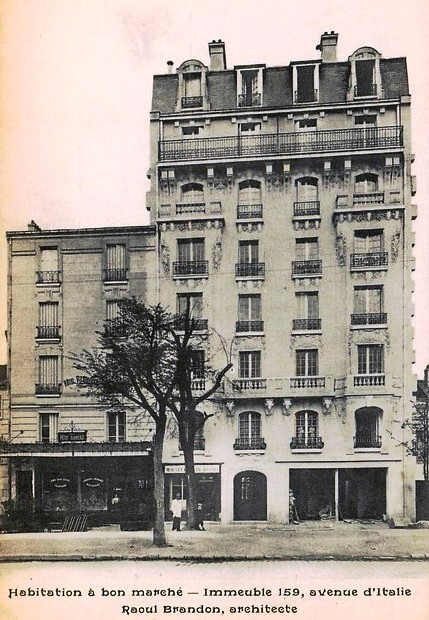
Habitation à bon marché, immeuble, 159 av. d'Italie, Paris.
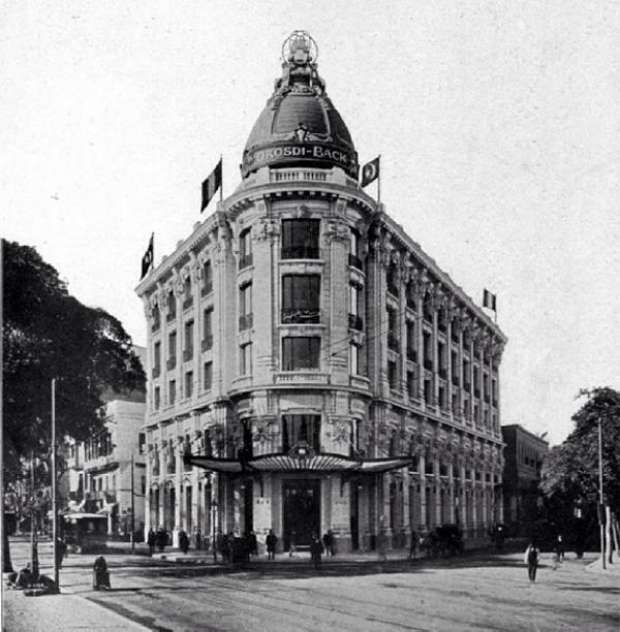
Palais Omar Effendi, Le Caire, 1907-1909.
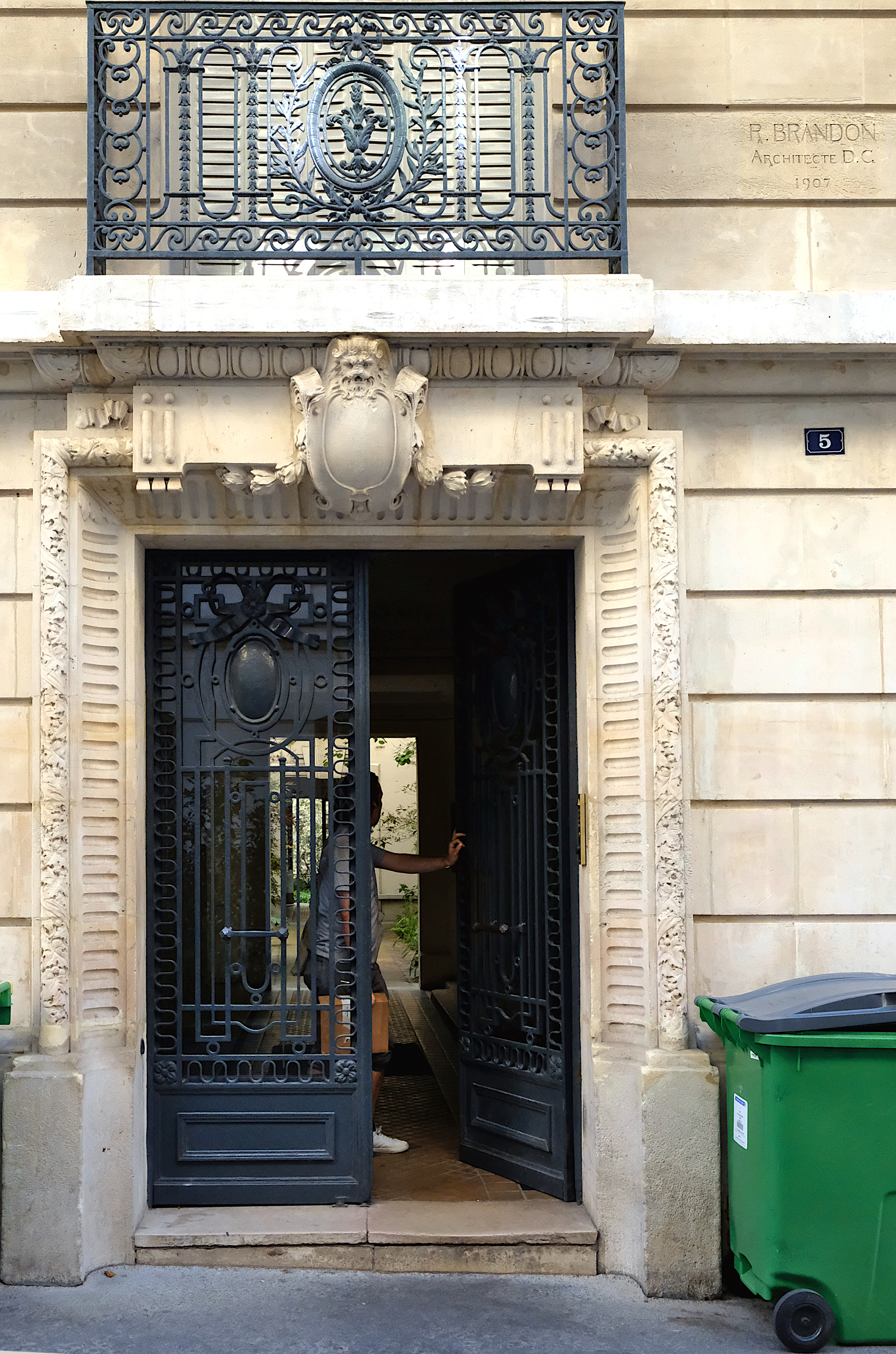
Immeuble 5 rue Élisa-Lemonnier, Paris, 1907.

## Sources
- Boulmer Catherine, Hommes et métiers du bâtiment, 1860-1940, Paris, Éditions du Patrimoine, 2000. Document

- « Raoul Brandon », dans le Dictionnaire des parlementaires français (1889-1940), sous la direction de Jean Jolly, PUF, 1960 [détail de l’édition] ;
- « Raoul Brandon », sur Sycomore, base de données des députés de l'Assemblée nationale ;
- Paris au temps des impressionnistes, catalogue de l'exposition « Paris au temps des impressionnistes. Les chefs-d'œuvre du Musée d'Orsay à l'Hôtel de ville de Paris », avril 2011.
- [Johnston 2007] (en) Roy Johnston, Parisian Architecture of the Belle Époque, Hoboken, Wiley, 2007, 216 p. (ISBN 0-470-01555-1, lire en ligne).
- Musée des Beaux-Arts de Chartres (éd.), Brandon Raoul et Frédéric, un architecte, un peintre à travers les siècles, [catalogue d’exposition, Chartres, Musée des Beaux-Arts de Chartres, 1998].